# Avia Express
Avia Express var ett svenskt flygbolag, baserat på Stockholm-Arlanda flygplats. Bolaget utförde flygningar åt Skyways och Blue1.

## Historia
Flygbolaget startades under år 2009, efter att Skyways då sålde ut sitt dotterbolag som utförde deras flygningar, till Lars-Åke Bertilsson, och bolaget bytte då namn till det nuvarande Avia Express. I augusti flyttades huvudkontoret från Arlanda till Jönköping.
Mellan åren 1940 och 1993 fanns också ett flygbolag med namnet Avia, vilket efter en sammanslagning med Salair år 1993 ändrade namn till Skyways. Flygbolaget lades ner 2011 och upphörde med alla flygningar. 